# Morti nel 1763
| Questa pagina contiene informazioni ricavate automaticamente dalle voci biografiche con l'ausilio del template Bio e di un bot. L'aggiornamento è periodico e automatico e ricostruisce completamente la pagina. Se manca una persona in questa lista, sei pregato di non aggiungerla, ma accertati piuttosto che la sua voce biografica contenga il template Bio e che i dati anagrafici siano correttamente compilati. Se il template Bio manca, inseriscilo tu stesso o, in alternativa, metti l'avviso {{tmp\|Bio}} che ne segnala la mancanza. Se i dati riportati sono sbagliati, correggi direttamente la voce biografica; le modifiche saranno visibili in questa lista entro pochi giorni. Per chiarimenti vedi il progetto biografie. La lista contiene solo le 115 persone che sono citate nell'enciclopedia e per le quali è stato implementato correttamente il template Bio. Pagina aggiornata al 2 lug 2025. |

## Gennaio(12)
- 2 gennaio - Mattias Alexander von Ungern-Sternberg, generale e politico svedese (n. 1689)
- 7 gennaio - Antonino Cannavò, presbitero, pittore e letterato italiano (n. 1680)
- 11 gennaio - Giovanni Benedetto Platti, compositore e musicista italiano (n. 1697)
- 12 gennaio - Antonio Bonazza, scultore italiano (n. 1698)
- 13 gennaio - Mary Toft, truffatrice britannica (n. 1703)
- 18 gennaio - Girolamo Colonna, cardinale italiano (n. 1708)
- 21 gennaio - Jean-François Oeben, ebanista francese
- 22 gennaio - John Carteret, II conte Granville, politico britannico (n. 1690)
- 27 gennaio - Antonio Ulrico di Sassonia-Meiningen, nobile tedesco (n. 1687)
- 27 gennaio - Giovanni Teodoro di Baviera, cardinale e vescovo cattolico tedesco (n. 1703)
- 29 gennaio - Johan Ludvig Holstein-Ledreborg, politico danese (n. 1694)
- 29 gennaio - Louis Racine, poeta e traduttore francese (n. 1692)

## Febbraio(7)
- 2 febbraio - Giosia I di Waldeck-Bergheim, nobile (n. 1696)
- 7 febbraio - Christoph Schaffrath, compositore tedesco (n. 1709)
- 8 febbraio - Cesare Mazzoni, pittore italiano (n. 1678)
- 12 febbraio - Gottfried Heinrich Bach, compositore tedesco (n. 1724)
- 12 febbraio - Benedetto Feroggio, architetto italiano (n. 1718)
- 12 febbraio - Pierre de Marivaux, drammaturgo e scrittore francese (n. 1688)
- 26 febbraio - Federico di Brandeburgo-Bayreuth, principe (n. 1711)

## Marzo(11)
- 1º marzo - Karl Philipp Franz von Hohenlohe-Bartenstein, principe e magistrato tedesco (n. 1702)
- 2 marzo - Baldassarre Cenci, cardinale italiano (n. 1710)
- 5 marzo - William Smellie, ginecologo scozzese (n. 1697)
- 6 marzo - William Lowther, II baronetto, politico inglese (n. 1694)
- 8 marzo - Christian Müller, organaro tedesco (n. 1690)
- 10 marzo - Jean Hupeau, architetto e ingegnere francese (n. 1710)
- 13 marzo - Okumura Masanobu, pittore e scrittore giapponese (n. 1686)
- 21 marzo - Gian Domenico Bertoli, archeologo e saggista italiano (n. 1676)
- 23 marzo - Francesco Guasco, nobile e generale italiano (n. 1708)
- 30 marzo - Ridolfino Venuti, storico, archeologo e numismatico italiano (n. 1705)
- 31 marzo - Marco Foscarini, doge (n. 1696)

## Aprile(9)
- 1º aprile - Giovanni Battista Alfieri di Cortemilia, politico e generale italiano (n. 1697)
- 4 aprile - Marcus Beresford, I conte di Tyrone, politico irlandese (n. 1694)
- 4 aprile - Johann Georg Roederer, medico e anatomista tedesco (n. 1726)
- 8 aprile - Koca Mehmed Ragıp Pascià, politico ottomano (n. 1698)
- 12 aprile - Giuseppe Spinelli, cardinale e arcivescovo cattolico italiano (n. 1694)
- 13 aprile - Angela Palanca, pittrice italiana
- 13 aprile - James Waldegrave, II conte Waldegrave, nobile e politico inglese (n. 1715)
- 15 aprile - Fëdor Grigor'evič Volkov, attore teatrale russo (n. 1729)
- 18 aprile - Francesco Antonio Bustelli, ceramista svizzero (n. 1723)

## Maggio(3)
- 3 maggio - George Psalmanazar
- 24 maggio - Luis González Velázquez, pittore spagnolo (n. 1715)
- 26 maggio - Rémy Ceillier, abate francese (n. 1688)

## Giugno(9)
- 3 giugno - Giuseppe Nogari, pittore italiano (n. 1699)
- 4 giugno - Johann Friedrich Karl von Ostein, arcivescovo cattolico tedesco (n. 1689)
- 5 giugno - Giuseppe Antonio Arconati Visconti, nobile, diplomatico e mecenate italiano (n. 1698)
- 9 giugno - Giuseppe Antonio Osorio Alarçon, politico e diplomatico italiano (n. 1697)
- 11 giugno - Camillo Paolucci, cardinale e arcivescovo cattolico italiano (n. 1692)
- 15 giugno - Joseph Maria von Thun und Hohenstein, vescovo cattolico austriaco (n. 1713)
- 19 giugno - Domenico La Bruna, pittore italiano (n. 1699)
- 29 giugno - Sébastien Leclerc II, pittore e disegnatore francese (n. 1676)
- 29 giugno - Hedvig Charlotta Nordenflycht, poetessa svedese (n. 1718)

## Luglio(6)
- 11 luglio - Peter Forsskål, esploratore, filosofo e naturalista svedese (n. 1732)
- 11 luglio - Carmine Gentili, ceramista italiano (n. 1678)
- 14 luglio - Francesco Pacca, arcivescovo cattolico italiano (n. 1692)
- 16 luglio - Jacques-Martin Hotteterre, flautista, compositore e fagottista francese (n. 1674)
- 16 luglio - Girolamo Mainardi, editore, tipografo e impresario teatrale italiano
- 17 luglio - Emanuele Maurizio d'Elbeuf, generale francese (n. 1677)

## Agosto(6)
- 7 agosto - Sofia Carlotta di Schleswig-Holstein-Sonderburg-Beck, principessa tedesca (n. 1722)
- 10 agosto - Domenico Maria Fratta, pittore e incisore italiano (n. 1696)
- 12 agosto - Olof von Dalin, poeta e storico svedese (n. 1708)
- 14 agosto - Giovanni Battista Somis, violinista e compositore italiano (n. 1686)
- 21 agosto - Charles Wyndham, II conte di Egremont, politico inglese (n. 1710)
- 29 agosto - Carlo Augusto Federico di Waldeck e Pyrmont, principe tedesco (n. 1704)

## Settembre(9)
- 6 settembre - Marie Charlotte de La Tour d'Auvergne, nobildonna francese (n. 1729)
- 7 settembre - Giorgio Ludovico di Holstein-Gottorp, militare russo (n. 1719)
- 8 settembre - Carlos Mardel, architetto e ingegnere ungherese (n. 1695)
- 11 settembre - Marie Brûlart, nobildonna francese (n. 1684)
- 12 settembre - Camillo I Borghese, nobile italiano (n. 1693)
- 12 settembre - Johann Joseph Couven, architetto tedesco (n. 1701)
- 16 settembre - Asif ad-Dawlah Mir Ali Salabat Jang, principe indiano (n. 1718)
- 20 settembre - Gabriela Silang, condottiera, patriota e rivoluzionaria filippina (n. 1731)
- 26 settembre - John Byrom, poeta e inventore inglese (n. 1692)

## Ottobre(6)
- 5 ottobre - Augusto III di Polonia, sovrano (n. 1696)
- 18 ottobre - Giovanni Francesco Banchieri, cardinale italiano (n. 1694)
- 18 ottobre - Ludovico Valenti, cardinale e vescovo cattolico italiano (n. 1695)
- 27 ottobre - Lorenz Natter, medaglista tedesco (n. 1705)
- 28 ottobre - Heinrich von Brühl, politico tedesco (n. 1700)
- 29 ottobre - Frans Greenwood, pittore e incisore olandese (n. 1680)

## Novembre(12)
- 7 novembre - Ferdinando Romualdo Guiccioli, arcivescovo cattolico italiano (n. 1686)
- 10 novembre - Joseph François Dupleix, funzionario francese (n. 1697)
- 12 novembre - Jean Dassier, medaglista svizzero (n. 1676)
- 17 novembre - Alessandro Teodoro Trivulzio, III marchese di Sesto Ulteriano, nobile e politico italiano (n. 1694)
- 19 novembre - Camillo Affarosi, abate e storico italiano (n. 1680)
- 19 novembre - Thomas Howard, II conte di Effingham, nobile e militare britannico (n. 1714)
- 20 novembre - Giacomo Sellitto, compositore italiano (n. 1701)
- 23 novembre - Friedrich Heinrich von Seckendorff, nobile, feldmaresciallo e diplomatico tedesco (n. 1673)
- 24 novembre - Thomas Seitz, stuccatore e scultore tedesco (n. 1683)
- 25 novembre - Antoine François Prévost, scrittore, storico e traduttore francese (n. 1697)
- 27 novembre - Isabella di Borbone-Parma, nobile spagnola (n. 1741)
- 30 novembre - Francesco Maria Pratilli, prete, archeologo e antiquario italiano (n. 1689)

## Dicembre(7)
- 2 dicembre - Jan Chryzostomus Neruda, violinista e direttore di coro ceco (n. 1705)
- 13 dicembre - Giuseppe Maria Buonaparte, nobile e politico italiano (n. 1713)
- 17 dicembre - Federico Cristiano di Sassonia, nobile (n. 1722)
- 17 dicembre - Francesco Rodrigo Moncada, nobile italiano (n. 1696)
- 19 dicembre - Francesco Campora, pittore italiano (n. 1693)
- 21 dicembre - Chariton Prokof'evič Laptev, esploratore russo (n. 1700)
- 27 dicembre - Louis-Philippe de Rigaud de Vaudreuil, generale francese (n. 1691)

## Senza giorno specificato(18)
- Matias Aires Ramos, filosofo e scrittore portoghese (n. 1705)
- Ivan Aleksandrovič Balakirev, giullare russo (n. 1699)
- Lucio Ferraris, teologo italiano (n. 1687)
- Laudadio Formiggini, banchiere, imprenditore e mercante italiano (n. 1690)
- Jean-Charles Frontier, pittore francese (n. 1701)
- Emmanuel Héré de Corny, architetto francese (n. 1705)
- Solimano II di Persia, sovrano persiano (n. 1714)
- Ivan Fëdorovič Mičurin, architetto russo (n. 1700)
- Panah-Ali khan Javanshir, sovrano persiano (n. 1693)
- Giacinto Paoli, politico, militare e generale italiano (n. 1681)
- Giovanni Claudio Pasquini, librettista italiano (n. 1695)
- Antonio Nicola Pillori, pittore italiano (n. 1687)
- Ferdinando Porta, pittore italiano (n. 1687)
- Ignaz Schwarz, teologo tedesco (n. 1690)
- William Shenstone, poeta britannico (n. 1714)
- Nicola Tagliacozzi Canale, architetto, ingegnere e incisore italiano (n. 1691)
- Torii Kiyomasu II, pittore e incisore giapponese
- Ōoka Shunboku, pittore e incisore giapponese (n. 1680)